# Pareisactus
Pareisactus evrostos is een plantenetende ornithischische dinosauriër, behorend tot de Euornithopoda, die tijdens het late Krijt leefde in het gebied van het huidige Spanje.

## Vondst en naamgeving
In de vindplaats van Basturs Poble werd naast zo'n negenhonderd fossielen van Lambeosaurinae ook een schouderblad van een meer basale euornithopode aangetroffen.
De typesoort Pareisactus evrostos werd in 2019 benoemd en beschreven door Javier Párraga en Albert Prieto-Márquez. De geslachtsnaam is afgeleid van het Oudgrieks παρείσακτος, pareisaktos, "usurpator" of "indringer", als verwijzing naar de uitzonderlijkheid van de vondst te midden van een veelheid aan skeletten van een andere soort die overigens in 2019 nog niet met zekerheid geïdentificeerd was. De soortaanduiding komt van het Grieks εύρωστος, euroostos, "de robuuste". Van dit woord bestaat geen gangbare latinisering en daarom werd de normale transliteratie van het Nieuwgrieks gebruikt die evrostos luidt. De Life Science Identifiers zijn 0ACDCF80-1ECF-4EEF-8A77-9297CB7A1572 voor het geslacht en 8CB207EE-30CF-421D-A611-75DB57E92054 voor de soort.
Het holotype, MCD 5371, is in de zuidelijke centrale Pyreneeën opgegraven in een laag van de Conquesformatie die dateert uit het vroege Maastrichtien, ongeveer zeventig miljoen jaar oud. Het bestaat uit een linkerschouderblad. Andere fossielen zijn niet toegewezen. Wel werd het mogelijk geacht dat twee fragmentarische vondsten uit Spanje die eerder aan Rhabdodon waren toegewezen, namelijk een tand en een kuitbeen, in feite van Pareisactus zijn. Wegens gebrek aan overlappend materiaal kan dat voorlopig niet bewezen worden.

## Beschrijving

### Grootte en onderscheidende kenmerken
Pareisactus is een middelgrote tweevoeter. Het schouderblad heeft een bewaarde lengte van 307 millimeter maar mist delen van het bovenste uiteinde. Dit was op een lichaamslengte van ruwweg drie meter.
De beschrijvers gaven drie onderscheidende kenmerken aan. Het betreft autapomorfieën, unieke afgeleide eigenschappen. De insnoering van het blad boven het raakvlak met het ravenbeksbeen is even breed als overdwars dik. Onder de processus acromialis vormt de buitenzijde van het schouderblad een hoge en dikke overkapping over de groeve die dient als aanhechting voor de musculus deltoides. Het schoudergewricht loopt uit in een lange punt die de helft van de breedte van het blad op dit punt vertegenwoordigt.
Pareisactus verschilt van de Dryomorpha, waaronder de vele lambeosaurine fossielen van zijn vindplaats, in de ver naar voren uitstekende processus acromialis, de sterke insnoering of korte "nek" van het onderste blad, en de grote afstand tussen de punt van de processus acromialis en de achterste lip van het schoudergewricht.
Pareisactus verschilt van Rhabdodon priscus door een ontbreken van een haakvormige verbreding naar onderen aan het uiteinde van het schouderblad, een langer schoudergewricht en een diepere groeve voor de deltoides.

### Schouderblad
Het schouderblad is als bewaard robuust en sterk om de lengteas gewrongen. Dit laatste komt echter ten dele door een breuk in de lengterichting van het blad. De buitenzijde van het blad is in de lengterichting sterk gebold vooral onderaan, als men het element verticaal houdt, of vooraan als het horizontaal gehouden wordt, de meer gebruikelijke terminologie. De binnenzijde is daarentegen over de hele lengte plat, wat impliceert dat het blad aan de onderzijde/voorzijde overdwars veel dikker is. Het is deze uitzonderlijke dikte die een autapomorfie vormt. Om het blad te laten functioneren als bevestiging voor de arm moet die bolling weer naar binnen krommen richting schoudergewricht. Dit schept een zeer diepe trog of fossa voor de deltoides. Eigenlijk impliceert dus de eerste autapomorfie de tweede. De trog loopt flink naar achteren/onderen uit zodat de verdieping samen met de punt van het schoudergewricht de helft uitmaakt van de onderzijde/voorzijde.
De bolling loopt in de lengterichting over het blad door, geleidelijk verlagend totdat zij samenvloeit met de achterrand/onderrand. Onderaan/vooraan loopt de bolling over in het uitsteeksel van de voorrand,/bovenrand, de processus acromialis. Dit is matig lang, korter dan bij veel andere basale euornithopoden maar langer dan bij de Hadrosauriformes.
Naar boven/achteren toe verbreedt het blad zich, het meest richting achterrand/onderrand. Als bewaard bereikt deze verbreding een breedte die gelijk is aan 90% van de verbreding aan de zijde van het ravenbeksbeen en wordt tweeënhalf maal breder dan de "nek". De bewaarde lengte van het blad is 2,4 maal de afstand processus acromialis tot de punt van het schoudergewricht. Dit is weer een basaal kenmerk.
Door beschadigingen is de exacte uiterste verbreding en lengte van het blad echter onbekend. Beschadigingen maken het ook onmogelijk vast te stelen wat de vorm is van de facetten met het ravenbeksbeen of de precieze bouw van het schoudergewricht.

## Fylogenie
Pareisactus werd in de Iguanodontia geplaatst, in een basale positie, in de Rhabdodontidae als zustersoort van Rhabdodon priscus. Pareisactus deelt met Rhabdodon het kenmerk van een hoge richel voor de musculus deltoides. Dat de twee taxa zustersoorten zijn, wordt dus niet sterk ondersteund. Het zou zelfs maar één "stap", i.c. een extra basaal kenmerk, vergen om Pareisactus buiten de Iguanodontia te brengen. Klopt de analyse echter dan is Pareisactus het zevende ontdekte lid van de Rhabdodontidae in Europa en de derde iguanodontiër uit het Maastrichtien van de oostelijke Pyreneeën.